# Qarah Aghaj
Qarah Aghaj (farsi قره اغاج) è il capoluogo dello shahrestān di Charoimaq nell'Azerbaigian Orientale. 